# Ksar Flililou Taffraout
Ksar Flililou Taffraout (en arabe : قصر فليليلو تافراوت) est un village fortifié dans la province de Midelt, région de Draa-Tafilalet au Maroc.